# هاینریش ویگرس
هاینریش ویگرس (آلمانی: Heinrich August Ludwig Wiggers؛ ۱۲ ژوئن ۱۸۰۳ – ۱۳ فوریهٔ ۱۸۸۰) یک شیمی‌دان و گیاه‌شناس اهل آلمان بود.